# Kolej Massaua – Asmara
Kolej Massaua – Asmara – jedyna czynna linia kolejowa na terenie Erytrei. Zbudowana w okresie włoskiej kolonizacji, pomiędzy latami 1887 a 1932. Stanowiła w tym okresie doniosłe osiągnięcie inżynierskie ze względu na dużą różnicę wysokości między stacjami końcowymi i poprowadzenie trasy przez trudne górskie rejony.
Z powodu wielu zniszczeń spowodowanych w latach 60. przez działania wojenne między Erytreą i Etiopią zawieszono jej działanie w 1978. W latach 1992 i 2003 została wyremontowana i przywrócona do działania.

## Historia

### Budowa
Konstrukcja linii kolejowej została podjęta dla połączenia stolicę Asmarę z głównym portem Erytrei, Massauą.
Pierwszym powstałym odcinkiem była linia kolejowa Massaua – Saati wytyczona dla celów wojskowych w latach 1887–1888. Jej łączna długość wynosiła 26,885 km. Dalsza budowa postępowała odcinkami z powodu trudnego ukształtowania terenu i okresowych braków finansowych.
W 1905 powstała nowa stacja obsługująca Massauę w pobliskiej miejscowości Taulud dla lepszej obsługi ruchu pasażerskiego, natomiast Asmara została osiągnięta w 1911. Ukończono też wtedy budowę dworca kolejowego.

### Pierwsze lata działania
W krótkim czasie linia zaczęła być intensywnie wykorzystywana w transporcie tak pasażerskim, jak i towarowym. Dalszy rozwój linii został napędzony otwarciem w 1923 odcinka Asmara – Keren, przedłużonego następnie do Agordat, która połączyła stolicę z położonym na zachodzie kraju rolniczym regionem.
Od 1934 obok lokomotyw parowych na trasie zaczęły kursować lokomotywy spalinowe produkcji FIATa, co pozwoliło na znaczne obniżenie czasów przejazdu.

### Okres brytyjski i etiopski
W 1941 Erytrea została zajęta przez Brytyjczyków. W czasie ich obecności do 1952 zostały zakupione nowe lokomotywy spalinowe, jednak wskutek braków inwestycyjnych linia zaczęła niszczeć.
W okresie walk pomiędzy wojskami etiopskimi Dergu, a Frontu Wyzwolenia Frontu Erytejskiego linia kolejowa była wielokrotnie przerywana i plądrowana. Wskutek rozległych zniszczeń zawieszono jej działanie w 1978.

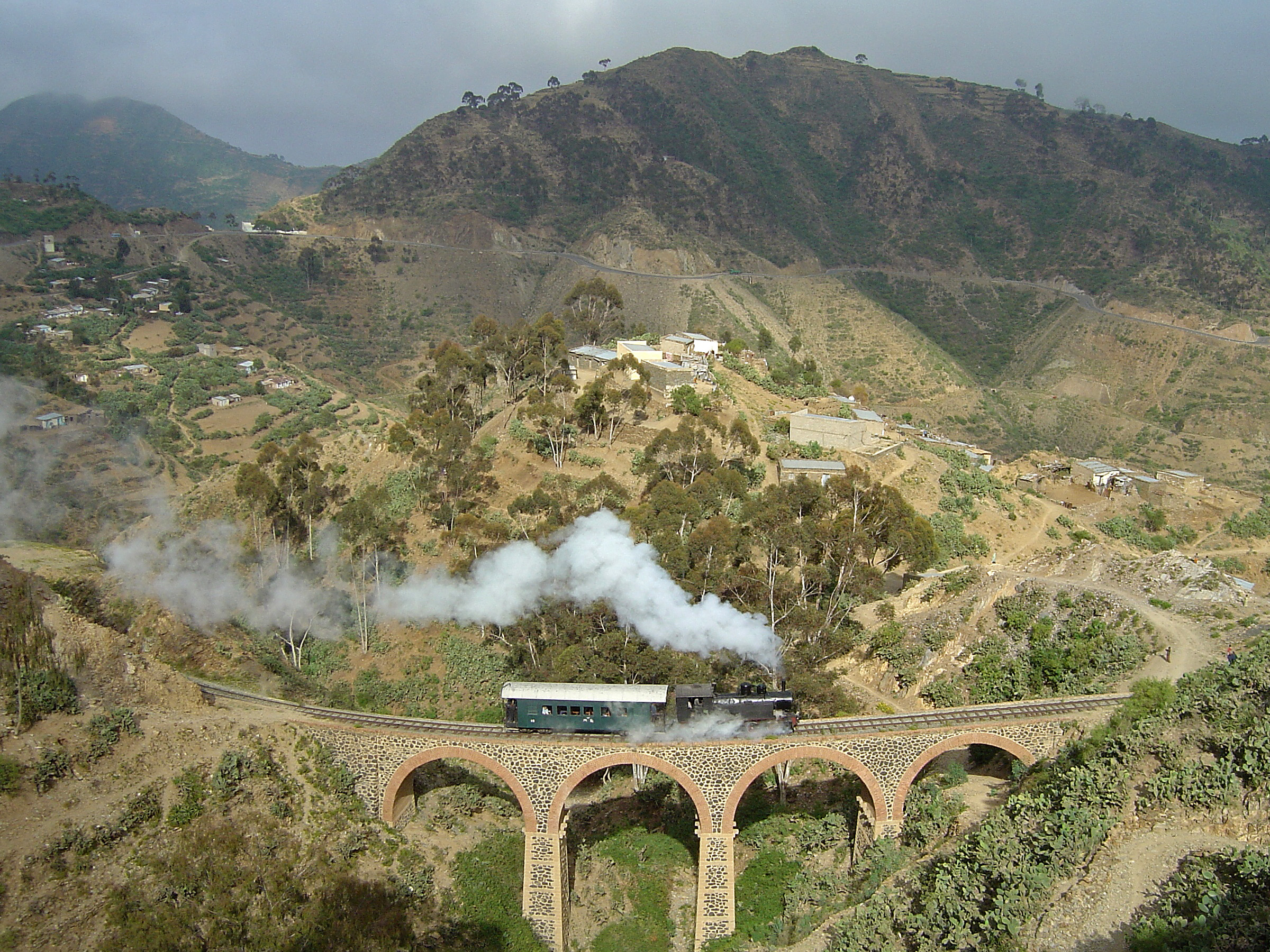
Lokomotywa klasy 440 na odcinku Arbaroba – Asmara

### Odnowienie
Od momentu odzyskania niepodległości przez Erytreę w 1993 linia kolejowa została uznana za jeden z filarów potwierdzenia świadomości narodowej narodu erytrejskiego i z tego powodu natychmiast pojawiły się projekty rekonstrukcji.
Całość trasa została odnowiona w roku 2003, jednak ze względu na brak nowego taboru jest wykorzystywana przede wszystkim w celach turystycznych.
| Odcinek            | Otwarcie |
| ------------------ | -------- |
| Massaua – Amatere  | 1994     |
| Amatere – Mai Atal | 1997     |
| Mai Atal – Ghinda  | 1998     |
| Ghinda – Asmara    | 2003     |